# Gogri Jamalpur
Gogri Jamalpur là một thành phố và là một khu vực quy hoạch (notified area) của quận Khagaria thuộc bang Bihar, Ấn Độ.

## Nhân khẩu
Theo điều tra dân số năm 2001 của Ấn Độ, Gogri Jamalpur có dân số 31.093 người. Phái nam chiếm 53% tổng số dân và phái nữ chiếm 47%. Gogri Jamalpur có tỷ lệ 48% biết đọc biết viết, thấp hơn tỷ lệ trung bình toàn quốc là 59,5%: tỷ lệ cho phái nam là 56%, và tỷ lệ cho phái nữ là 39%. Tại Gogri Jamalpur, 20% dân số nhỏ hơn 6 tuổi.